# Ramal ferroviario Haedo-Caseros
El Ramal Haedo - Caseros pertenece al Ferrocarril General San Martín, Argentina. Es conocida por conectar la Línea San Martín desde Caseros con la Línea Sarmiento desde Haedo.

## Ubicación
Se encuentra dentro de los partidos de Morón y Tres de Febrero, dentro de la Provincia de Buenos Aires.

## Características
Es un pequeño ramal de vía sencilla de la red del Ferrocarril General San Martín con una extensión de 8 km que une la estación de Haedo con la de Caseros. Fue inaugurado en 1908 por el Ferrocarril Oeste.

## Actualidad y servicios
Aunque si lo hizo de forma esporádica en el pasado, este ramal no presta actualmente servicios de pasajeros. Por sus vías transitan sobre todo trenes de cargas de la empresa estatal Trenes Argentinos Cargas, sirviendo además para el intercambio de material de tracción y remolcado entre todas las líneas de trocha ancha (1676 mm).
En abril de 2021, se abrió una licitación para obras de infraestructura en el ramal. En octubre de ese año se iniciaron las obras anunciadas en abril, consistentes en cerramientos de tipo "New Jersey", a la vez que se anunciaron más trabajos para la habilitación de un servicio de pasajeros que conectará las líneas San Martín en Caseros y Sarmiento y Roca en Haedo, el mejoramiento de vías, la construcción de dos nuevos apeaderos, y la eventual extensión a la Universidad de La Matanza en una segunda etapa.
A mediados de 2023 se realizaron pruebas de circulación, probaron precisamente el trayecto con la dupla de coches CM 2.505, que fue exitosa. La prueba comenzó en el cruce de la calle Ingeniero Guillermo Marconi y finalizó en la estación del Tren Sarmiento. Se anunció que el servicio comenzaría a prestarse en septiembre de ese año, sin embargo, a pesar de que en todo ese año se vieron trabajadores en los trayectos, la prestación de servicio nunca sucedió. En 2024 se construyó el primer apeadero del ramal.

## Estaciones
| Estación                   | Kilómetro | Inauguración | Cantidad de andenes | Distrito                   | Notas |
| -------------------------- | --------- | ------------ | ------------------- | -------------------------- | --- |
| Caseros                    | 19.7      | 1888         | 3                   | Partido de Tres de Febrero | Cabecera de los ramales a Haedo e Intercambio Caseros-Martín Coronado. Acceso oeste a Playa Alianza                                                 |
| Marconi                    | 2,62      | 2023         | 1                   | Partido Morón              | En obra |
| Rosales (Línea San Martín) | 3,77      | 2023         | 1                   | Partido Morón              | En obra |
| Gaona (Línea San Martín)   | 5,91      | 2023         | 1                   | Partido Morón              | En obra |
| Haedo                      | 8,10      | 1886         | 5                   | Partido Morón              | Cabecera del servicio urbano Combinación con Estación Haedo de la Línea Sarmiento. Cabecera del ramal a Temperley. Proximidad con Ruta Provincial 7 |